# Piz Cartas
Piz Cartas är en bergstopp i Schweiz.   Den ligger i regionen Albula och kantonen Graubünden, i den östra delen av landet, 160 km öster om huvudstaden Bern. Toppen på Piz Cartas är 2 711 meter över havet, eller 91 meter över den omgivande terrängen. Bredden vid basen är 0,63 km.
Terrängen runt Piz Cartas är huvudsakligen bergig, men den allra närmaste omgivningen är kuperad. Närmaste större samhälle är Thusis, 15,3 km norr om Piz Cartas. 
Trakten runt Piz Cartas består i huvudsak av gräsmarker. Runt Piz Cartas är det glesbefolkat, med 11 invånare per kvadratkilometer.